# اندیس هنگاران
هنگاران یک اندیس فلزی است که در حوالی شهر مختاران استان خراسان قرار دارد و مادهٔ معدنی موجود در آن، منیزیت است.  